# Ornitomímids
Els ornitomímids (Ornithomimidae, 'imitadors d'aus') constitueixen una família de dinosaures teròpodes adaptats a la carrera, amb coll llarg, urpes esmolades i poques dents. El seu disseny recorda al de les actuals aus corredores, com l'estruç. Eren omnívors i herbívors. Van viure al Cretaci superior al continent Lauràsia.

## Descripció
Els ornitomímids presentaven un coll llarg i un bec desproveït de dents. En general se'ls ha catalogat com a herbívors, a causa dels gastròlits descoberts a la regió estomacal de certs espècimens, configurant allò un comportament característic de certs herbívors per facilitar la digestió de plantes. No obstant això, hi ha els qui plantegen que van poder presentar una dieta omnívora. Els ornitomímids exhibeixen un disseny que recorda aus com l'estruç.

## Gèneres
- Família Ornithomimidae
  - Anserimimus (Mongòlia)
  - Archaeornithomimus (Xina)
  - Dromiceiomimus (Alberta)
  - Gallimimus (Mongòlia)
  - Ornithomimus (Colorado i Alberta)
  - Sinornithomimus (Mongòlia Interior)
  - Struthiomimus (Montana i Alberta)